# Судниково (Лотошинский район)
Судниково — село в Лотошинском районе Московской области России.
Относится к сельскому поселению Микулинское, до реформы 2006 года относилось к Савостинскому сельскому округу. По данным Всероссийской переписи 2010 года численность постоянного населения составила 16 человек (6 мужчин, 10 женщин).

## География
Расположено в восточной части сельского поселения, примерно в 15 км к северо-востоку от районного центра — посёлка городского типа Лотошино, на правом берегу реки Руссы, впадающей в Лобь. Соседние населённые пункты — деревни Палкино и Савостино. Автобусное сообщение с пгт Лотошино.

## Исторические сведения
По сведениям 1859 года — село Микулинской волости Старицкого уезда Тверской губернии.
В «Списке населённых мест» 1862 года Судниково — владельческое село 2-го стана Старицкого уезда по Волоколамскому тракту в город Тверь, в 55 верстах от уездного города, при реке Рузце, с православной церковью, 5 дворами и 117 жителями (63 мужчины, 54 женщины).
С 1929 года — населённый пункт в составе Лотошинского района Московской области.
В конце XIX — начале XX веков в селе была сооружена большая каменная церковь Иконы Божией Матери Знамение, в холодном храме которой были приделы Иоанна Воина и Арсения Тверского, а в тёплой трапезной — Покровский и Никольский. В середине XX века церковь была разрушена.

## Население
| 1859 | 2002 | 2006 | 2010 |
| ---- | ---- | ---- | ---- |
| 117  | ↘10  | ↘8   | ↗16  |